# Wilhelm Zedelius
Ernst Wilhelm Theodor Zedelius (* 17. Dezember 1825 in Varel; † 20. Dezember 1885 in Oldenburg) war ein preußischer Generalleutnant.

## Leben

### Herkunft und Familie
Wilhelm Zedelius war ein Sohn des oldenburgischen Oberjustizrates Ernst Zedelius und der Wilhelmine, geborene Onken. Aus seiner Ehe mit Pauline von Lind ist die Tochter Luise hervorgegangen, welche mit dem nachmaligen preußischen Generalmajor Julius von Wedderkop (1849–1921) vermählt war.

### Werdegang
Zedelius besuchte das Gymnasium und anschließend die Militärschule in Oldenburg. Seine Laufbahn begann er 1841 als Musketier im Oldenburgischen 1. Infanterieregiment. Zum Besuch der Allgemeinen Kriegsschule in Berlin wurde er 1847 beurlaubt. Er nahm am Feldzug gegen Dänemark teil. Zedelius war seit 1849 Adjutant des 3. Infanteriebataillons und seit 1850 Regimentsadjutant. 1855 avancierte er zum Oberleutnant und wurde 1857 als Ordonnanzoffizier zum Großherzog kommandiert. Von 1857 bis 1859 war er auch Hilfsrichter bei dem oldenburgischen Garnisongericht und Mitglied des Militärkollegiums. Er stieg 1861 zum Hauptmann auf und wurde gleichzeitig Flügeladjutant des Großherzogs. 1863 war er zudem Vorstand des Montierungsdepots in Oldenburg. Im Deutschen Krieg nahm er an der Beschießung von Würzburg teil. Er erhielt 1867 noch seine Beförderung zum Major, bevor er mit diesem Patent bei Belassung seiner Stellung als Flügeladjutant in den Verband der preußischen Armee eingegliedert wurde. Im Deutsch-Französischen Krieg nahm er an den Belagerungen von Metz und Paris teil, wurde 1870 mit dem Eisernen Kreuz II. Klasse ausgezeichnet. 1872 avancierte er zum Oberstleutnant und 1874 zum Oberst. Zedelius erhielt 1878 den Kronen-Orden II. Klasse. Er wurde 1881 zum Generalmajor befördert und war General à la suite des Großherzogs. 1882 erhielt er das Komturkreuz I. Klasse des  ernestinischen Hausordens, 1884 erst das oldenburgische Ehren-Großkumturkreuz mit Schwertern, dann den Roten Adlerorden II. Klasse. Zedelius hat 1885 seinen Abschied mit dem Charakter als Generalleutnant und Pension erhalten.